# Якимівська сільська рада (Лановецький район)
Яки́мівська сільська́ ра́да — адміністративно-територіальна одиниця та орган місцевого самоврядування в Лановецькому районі Тернопільської області. Адміністративний центр — село Якимівці.

## Загальні відомості
- Територія ради: 1,2 км²
- Населення ради: 979 осіб (станом на 2001 рік)
- Територією ради протікає річка Горинка

## Населені пункти
Сільській раді підпорядковані населені пункти:
- с. Якимівці
- с. Татаринці

## Склад ради
Рада складається з 16 депутатів та голови.
- Голова ради: Коломоєць Микола Васильович
- Секретар ради: Шумило Юлія Славомирівна

### Керівний склад попередніх скликань
| Прізвище, ім'я, по батькові | Основні відомості                                                                                  | Дата обрання | Дата звільнення |
| --------------------------- | -------------------------------------------------------------------------------------------------- | ------------ | --------------- |
| Коломоєць Микола Васильович | Сільський голова, 1963 року народження, освіта вища, член Всеукраїнського об'єднання «Батьківщина» | 26.03.2006   | 31.10.2010      |
| Коломоєць Микола Васильович | Сільський голова, 1963 року народження, освіта вища, безпартійний                                  | 31.10.2010   |                 |

Примітка: таблиця складена за даними сайту Верховної Ради України

### Депутати
За результатами місцевих виборів 2010 року депутатами ради стали:

#### За суб'єктами висування
| Суб'єкт висування                                       | Кількість обраних депутатів | %    |
| ------------------------------------------------------- | --------------------------- | ---- |
| Політична партія Всеукраїнське об'єднання «Батьківщина» | 9                           | 56,3 |
| Самовисування                                           | 4                           | 25   |
| Народна партія                                          | 3                           | 18,8 |

#### За округами
| № округу                                                | Прізвище, ім'я, по батькові     | Дата визнання обраним | Освіта  | Партійна приналежність                        | Відомості про обраного депутата        |
| ------------------------------------------------------- | ------------------------------- | --------------------- | ------- | --------------------------------------------- | -------------------------------------- |
| Народна Партія                                          |                                 |                       |         |                                               |                                        |
| 3                                                       | Ковальчук Андрій Володимирович  | 01.11.2010            | вища    | член Народної партії                          | приватний підприємець                  |
| 7                                                       | Моначин Тетяна Сергіївна        | 01.11.2010            | вища    | член Народної партії                          | Якимівці, БК, директор                 |
| 10                                                      | Шумило Юлія Славомірівна        | 01.11.2010            | вища    | член Народної партії                          | Ланівці, Держкомзем, начальник відділу |
| Політична партія Всеукраїнське об'єднання «Батьківщина» |                                 |                       |         |                                               |                                        |
| 1                                                       | Шандрук Роман Віталійович       | 01.11.2010            | середня | позапартійний                                 | м. Тернопіль, учень ПТУ № 10           |
| 2                                                       | Коцюк Микола Олегович           | 01.11.2010            | середня | позапартійний                                 | м. Тернопіль, учень ПТУ № 10           |
| 5                                                       | Дмитренко Олег Вікторович       | 01.11.2010            | середня | позапартійний                                 | ВАТ «Агробуд», охоронець               |
| 6                                                       | Герасимчук Дмитро Леонідович    | 01.11.2010            | вища    | позапартійний                                 | тимчасово не працює                    |
| 9                                                       | Михальська Тетяна Василівна     | 01.11.2010            | вища    | позапартійна                                  | Д/С"Малятко", вихователь               |
| 11                                                      | Касюта Олександр Анатолійович   | 01.11.2010            | середня | позапартійний                                 | м. Тернопіль, студент                  |
| 12                                                      | Калітон Світлана Валеріївна     | 01.11.2010            | середня | позапартійна                                  | тимчасово не працює                    |
| 14                                                      | Куза Петро Михайлович           | 01.11.2010            | вища    | член Всеукраїнського об'єднання «Батьківщина» | ТОВ Агроколос, механізатор             |
| 15                                                      | Кравчук Михайло Олександрович   | 01.11.2010            | середня | позапартійний                                 | м. Тернопіль, студент                  |
| Самовисування                                           |                                 |                       |         |                                               |                                        |
| 4                                                       | Тверда Оксана Михайлівна        | 01.11.2010            | вища    | позапартійна                                  | Якимівці, Д/С, вихователь              |
| 8                                                       | Кохановський Віталій Богданович | 01.11.2010            | вища    | позапартійний                                 | Ланівці, СПТУ№ 25, викладач            |
| 13                                                      | Ковальчук Ольга Михайлівна      | 01.11.2010            | вища    | позапартійна                                  | тимчасово не працює                    |
| 16                                                      | Ревизюк Лариса Петрівна         | 01.11.2010            | середня | позапартійна                                  | СК «Оранта», страх агент               |